# Paul Vankerkhoven
Paul Vankerkhoven (ur. 3 listopada 1941 w Woluwe-Saint-Lambert, zm. 20 sierpnia 1998) – belgijski polityk i dziennikarz, od 1982 do 1984 poseł do Parlamentu Europejskiego I kadencji.

## Życiorys
Uzyskał licencjat z dziennikarstwa na Wolnym Uniwersytecie Brukselskim, kształcił się też w zakresie filozofii i literatury. Podjął pracę w zawodzie dziennikarza, został także sekretarzem generalnym w Centre Européen de Documentation et d'Information. Działał jako przedstawiciel Francuskiej Wspólnoty Belgii przy Unii Europejskiej. Związany z licznymi organizacjami działającymi na rzecz pokoju i belgijskim oddziałem ruchu paneuropejskiego, należał do europejskiej akademii nauk.
Zaangażował się w działalność Chrześcijańskiej Partii Społecznej, należąc do jej konserwatywnej frakcji CEPIC (był jej wiceprzewodniczącym i szefem komitetu ds. stosunków międzynarodowych). W 1979 kandydował do Parlamentu Europejskiego, mandat uzyskał 9 listopada 1982 w miejsce Victora Michela. Należał do Europejskiej Partii Ludowej oraz Komisji ds. Rozwoju i Współpracy. Później zajmował stanowiska szefa organizacji promującej edukację zagraniczną, członka gabinetu ministra Jean-Pierre’a Grafé’a oraz generalnego inspektora ds. relacji zewnętrznych wspólnoty francuskojęzycznej Belgii. Zmarł po długiej chorobie.